# Agho Island
Agho ist eine Insel auf dem Gebiet der Stadtgemeinde Concepcion im Nordosten der philippinischen Provinz Iloilo.

## Lage und Geographie
Die Insel liegt innerhalb der Visayas-See inzwischen der Insel Malangabang im Nordosten und der Insel Igbon im Südwesten. Sie ist größtenteils unbewohnt und Heimat tropischer Vögel und Seeadler wie zum Beispiel dem Philippinen-Strauchhuhn. Die Fläche umfasst 9 Hektar und ist fast komplett mit Wald bedeckt. In der Westspitze formt sich eine breite Ecke zu einem Sandstrand. Von Norden nach Süden beträgt die längste Stelle ca. 454 m und von Osten nach Westen ca. 488 m. Die höchste Erhebung befindet sich im Norden auf einer Höhe von ca. 18 m.

## Geschichte
Laut Aussagen des ältesten des lokalen Clans der Villarias soll im Jahr 1980 ein US-amerikanisches Pärchen mit den Namen Tomas und Terry Cork (in anderen Quellen Kurt genannt) auf die Insel gekommen sein. Diese sollen das Anrecht an dieser von dem zu der Zeit herrschenden Präsidenten Ferdinand Marcos geschenkt bekommen haben. Das Pärchen erbaute dort ein Haus mit Frischwasserversorgung sowie Lager. Im Jahr 1983 erreichten Drogenfahnder die Insel, welche das Paar später nach dem Sturz von Marcos zum Verlassen der Insel brachten. Zwei Jahre später fanden Fahnder ca. 1000 Kokapflanzen auf der Insel, welche anschließend entwurzelt und verbrannt wurden.